# NGC 2651
NGC 2651 (również PGC 24521) – galaktyka spiralna (S?), znajdująca się w gwiazdozbiorze Raka. Odkrył ją Albert Marth 10 marca 1864 roku. Jest to galaktyka aktywna.